# Europese kampioenschappen baanwielrennen 2011
De Europese kampioenschappen baanwielrennen 2011 waren een editie van de Europese kampioenschappen baanwielrennen georganiseerd door de UCI. Ze werden van 21 t/m 23 oktober 2011 gehouden op de wielerbaan Omnisport in het Nederlandse Apeldoorn.

## Medaillewinnaars

### Mannen
| Onderdeel            | Goud                                                                     | Zilver                                                                         | Brons                                                             |
| -------------------- | ------------------------------------------------------------------------ | ------------------------------------------------------------------------------ | ----------------------------------------------------------------- |
| Sprint               | Kévin Sireau                                                             | Maximilian Levy                                                                | Denis Dmitrjev                                                    |
| Teamsprint           | Duitsland René Enders Robert Förstemann Stefan Nimke                     | Frankrijk Mickaël Bourgain Kévin Sireau François Pervis                        | Polen Maciej Bielecki Kamil Kuczynski Damian Zieliński            |
| Keirin               | Matthew Crampton                                                         | Christos Volikakis                                                             | François Pervis                                                   |
| Omnium               | Edward Clancy                                                            | Bryan Coquard                                                                  | Elia Viviani                                                      |
| Ploegenachtervolging | Verenigd Koninkrijk Peter Kennaugh Steven Burke Ed Clancy Geraint Thomas | Denemarken Michael Mørkøv Casper von Folsach Lasse Norman Hansen Rasmus Quaade | Rusland Valery Kaykov Ivan Kovalev Evgueni Kovalev Viktor Manakov |
| Puntenkoers          | Rafał Ratajczyk                                                          | Silvan Dillier                                                                 | Milan Kadlec                                                      |
| Koppelkoers          | België Kenny De Ketele Iljo Keisse                                       | Zwitserland Claudio Imhof Cyrille Thièry                                       | Frankrijk Vivien Brisse Morgan Kneisky                            |

### Vrouwen
| Onderdeel     | Goud                                                     | Zilver                                                     | Brons                                                   |
| ------------- | -------------------------------------------------------- | ---------------------------------------------------------- | ------------------------------------------------------- |
| Sprint        | Lyubov Shulika                                           | Olga Panarina                                              | Viktoria Baranova                                       |
| Teamsprint    | Verenigd Koninkrijk Victoria Pendleton Jessica Varnish   | Oekraïne Lyubov Shulika Olena Tsos                         | Duitsland Kristina Vogel Miriam Welte                   |
| Keirin        | Victoria Pendleton                                       | Clara Sanchez                                              | Sandie Clair                                            |
| Omnium        | Laura Trott                                              | Tatsiana Sharakova                                         | Kirsten Wild                                            |
| Achtervolging | Verenigd Koninkrijk Laura Trott Joanna Rowsell Dani King | Duitsland Charlotte Becker Lisa Brennauer Madeleine Sandig | Wit-Rusland Alena Dylko Aksana Papko Tatsiana Sharakova |
| Puntenkoers   | Evgenia Romanyuta                                        | Katarzyna Pawłowska                                        | Jarmila Machačová                                       |

## Medaillespiegel
| Plaats | Land                | Goud | Zilver | Brons | Totaal |
| 1      | Verenigd Koninkrijk | 7    | 0      | 0     | 7      |
| 2      | Frankrijk           | 1    | 3      | 3     | 7      |
| 3      | Duitsland           | 1    | 2      | 1     | 4      |
| 4      | Polen               | 1    | 1      | 1     | 3      |
| 4      | Oekraïne            | 1    | 1      | 0     | 2      |
| 6      | Rusland             | 1    | 0      | 3     | 4      |
| 7      | België              | 1    | 0      | 0     | 1      |
| 8      | Wit-Rusland         | 0    | 2      | 1     | 3      |
| 9      | Zwitserland         | 0    | 2      | 0     | 2      |
| 10     | Denemarken          | 0    | 1      | 0     | 1      |
| 10     | Griekenland         | 0    | 1      | 0     | 1      |
| 12     | Tsjechië            | 0    | 0      | 2     | 2      |
| 13     | Italië              | 0    | 0      | 1     | 1      |
| 13     | Nederland           | 0    | 0      | 1     | 1      |
| Totaal | Totaal              | 13   | 13     | 13    | 39     |

Edities

2010 ·
2011 ·
2012 · 
2013 · 
2014 · 
2015 · 
2016 · 
2017 · 
2018 · 
2019 · 
2020 ·
2021 ·
2022 ·
2023 ·
2024 ·
2025 ·
2026

Onderdelen

Achtervolging (individueel) · 
afvalkoers · 
keirin · 
koppelkoers · 
omnium · 
ploegenachtervolging · 
puntenkoers · 
scratch · 
sprint · 
teamsprint ·  
tijdrijden

Voormalig:
derny ·
stayeren ·
tandem